# Kouzma Gourov
Kouzma Akimovitch Gourov (en russe : Кузьма Акимович Гуров), 14 janvier 1901 - 25 septembre 1943 est un Général soviétique.

## Biographie
En 1939 il est promu Brigadier commissaire. En 1940 il est promu commissaire Divisionnaire. En 1942 il est promu Lieutenant-général. Du 14 juillet 1942 au 27 février 1943 il est membre de l'état major de la 62e armée (Union soviétique) durant la Bataille de Stalingrad.
En 1943 il est membre du Conseil militaire du front sud et prend part à la Bataille du Dniepr. Il meurt en 1943 d'une crise cardiaque dans l'Oblast de Zaporijia. Il obtient le titre de héros de l'Union soviétique et est enterré à Donetsk. 